# Rafał Szatan
Rafał Szatan (ur. 24 kwietnia 1988 w Lubinie) – polski wokalista i aktor.

## Życiorys
Jest synem Małgorzaty i Roberta Szatanów, ma siostrę Martynę. Ukończył Liceum Muzyczne w Legnicy na kierunkach fortepian i śpiew, a następnie studia na Wydziale Jazzu i Muzyki Rozrywkowej Akademii Muzycznej w Katowicach, na kierunku wokalistyka.
W latach 2009–2010 występował w Gliwickim Teatrze Muzycznym, zagrał m.in. w musicalach Hair i High School Musical. Był także aktorem Teatru Rozrywki w Chorzowie. W latach 2010–2015 był wokalistą zespołu RH+. W 2011 uczestniczył w programie The Voice of Poland, a w 2012 startował w X Factorze. W 2016 śpiewał w teleturnieju TVP1 Jaka to melodia?.
W 2018 zajął drugie miejsce w finale dziesiątej edycji programu rozrywkowego Polsatu Twoja twarz brzmi znajomo, wcześniej zwyciężając w drugim i ósmym odcinku. W 2018 wraz z Barbarą Kurdej-Szatan był bohaterem programu Polsatu The Story of My Life. Historia naszego życia.
W latach 2018–2019 grał Eryka w serialu TVP2 M jak miłość. W 2019 był uczestnikiem dziesiątej edycji programu Dancing with the Stars. Taniec z gwiazdami (2019) i gościem talk-show Demakijaż, a także włączył się w akcję społeczną Fundacja Faktu i serwisu internetowego Plejada.pl „Zdrowie jest męskie”, biorąc udział w sesji zdjęciowej do kalendarza na rok 2020.

## Życie prywatne
We wrześniu 2011 ożenił się z aktorką Barbarą Kurdej-Szatan. Mają córkę Hannę (ur. 2012) i syna Henryka (ur. 2020).

## Filmografia
- 2011: Ojciec Mateusz – policyjny płetwonurek (odc. 94)
- 2018–2019: M jak miłość – muzyk Eryk
- 2019: Mały Grand Hotel – gość hotelu (odc. 4)
- 2021: Przyjaciółki – Maciek (odc. 206)